# Église Saint-Théodore-Tiron de Donja Bitinja
Pour les articles homonymes, voir Église Saint-Théodore-Tiron.
L'église Saint-Théodore-Tiron de Donja Bitinja (en serbe cyrillique : Црква светог Теодора Тирона у Доњој Битињи ; en serbe latin : Crkva svetog Teodora Tirona u Donjoj Bitinji) est une église orthodoxe serbe située à Donja Bitinja/Bitanja e Ultë, près de Štrpce/Shtërpcë, au Kosovo. Construite au XVIe siècle, elle dépend de l'éparchie de Ras-Prizren et est inscrite sur la liste des monuments culturels d'importance exceptionnelle de la république de Serbie.

## Présentation
L'église Saint-Théodore-Tiron est située dans le cimetière de Donja Bitinja/Bitanja e Ultë. Elle constituée d'une nef unique voûtée en berceau et prolongée d'une abside. Elle construite en pierres de taille enduites de mortier ; le sol de l'édifice est recouvert de grandes dalles de pierres de forme irrégulière.
L'église ne conserve que quelques fragments des fresques d'origine, sur le mur ouest et dans la zone de l'autel ; par leur style, elles sont datées des années 1560. On y trouve des portraits typiques de cette époque, comme ceux de Saint Constantin et de Sainte Hélène, de Saint Sava et de Saint Siméon Nemanja. par leur facture, ces fresques semblent l'œuvre d'artistes locaux. L'église abrite aussi une icône des Visions du prophète Élie, datée de 1635-1636.